# Rêves d'Afrique
Rêves d'Afrique est une série documentaire canadienne de quatre épisodes, datant de la fin des années 1980 et début des années 1990, diffusée en 1993, consacrée aux forces et mouvements de contestations en Afrique. Elle a été écrite par la réalisatrice et productrice québécoise Catherine Viau, avec notamment la collaboration d'Edgard Pisani. Elle est animée par l'écrivaine Calixthe Beyala.

## Sujet et conditions de réalisation
Cette série canadienne  de quatre épisodes d'une heure est produite par Les Productions Via le Monde en coproduction avec la société française Point du Jour,. Elle a été diffusée en  1993 sur les ondes de Radio-Canada et, pour trois épisodes sur quatre, de France 2. Trois années d'enquête et une de tournage ont été nécessaires.
Écrite par Catherine Viau, avec la collaboration d'Edgard Pisani, ancien ministre, à l'époque président de l'Institut du monde arabe, et du journaliste Guy Delbrel,,, la série est animée par l'écrivaine Calixthe Beyala.

## Épisodes
Cette série de documentaires pour la télévision comprend quatre films d'une heure :
1. Au tournant des libertés[7],[8],[9],
2. Les gardiens du rêve[10],
3. La conquête des solidarités[11],[12],
4. Riches à craquer[13],[14].

Le quatrième, Riches à craquer, n'a pas été acheté et diffusé par France 2.